# Steve Harrington
Steve Harrington, egy karakter a Netflixes Stranger Thingsből. A sorozatban Joe Keery alakítja őt. Steve már az első évad óta szerepel a sorozatban, bár eredetileg még mellékszereplőként. Az első évadban még egy sablonos karakterként szerepelt, a tipikus sportoló nagymenő volt, aki csak keresztbe tett Johnatan Byersnek és korábbi barátnőjének Nancy Wheelernek, azonban az első évad végén Steve egy "megváltáson" megy keresztül és jófiúvá válik, majd megmenti Jonathant és Nancyt a Demogorgontól. A második évadtól pedig főszereplőként jelenik meg. Később szorosabb kapcsolatot kezdett kialakítani Dustin Hendersonnal és Robin Buckleyval. A sorozat kezdete óta Stevenek rajongó tábora lett és mondhatni, hogy Dustin mellett ő lett a sorozat második legkedveltebb karaktere. Steve még mellék antagonista volt az első évadban, majd a második, harmadik és negyedik évadban már főszereplő.
Steve a sorozat ötödik évadában is fel fog bukkani. A magyar szinkronos változatban Ágoston Péter szólaltatja meg.

## Életrajz

### 1. évad
Steve 1983 novemberében, már harmadéves gimnazista. Steve ekkor még az 1980-as évek tipikus "sportó" sztereotípiát testesítette meg. Steve, Nancy Wheeler-el kezdett abban az időben randizni. Stevenek volt még két barátja, "Tommy H." és barátnője Carol. Steve habár negatív személyiség volt, mégis sok diákot vonzott magához, plusz az iskola legnépszerűbb diákja volt. Steve és Johnatan Byers ellentét kezdett kialakulni, mikor egyik este Steve és Nancy lefeküdtek egymással, és Johnatan lefotózta őket, ugyanis Johnatan belezúgott Nancybe. Bosszúból Steve összetöri Johnatan fényképezőgépét. Steve egyik este mikor meglátogatni indult Nancyt, Johnatant találta Nancy szobájában, amitől Steve ideges lett és Hawkins egy kerületét Tommy és Carol segítségével telefirkálták ocsmányságokkal melyekkel Nancy ócsárolják. Johnatan idegessége miatt megküzd Stevvel, ahol is Steve alul marad. Steve rádöbben, hogy mind végig rossz úton járt, így meglátogatja Johnatant és Nancy aznap este, ám Steve rossz pillanatban érkezett, hisz akkor épp Johnatan és Nancy a Demogorgon ellen harcoltak. Nancy arra kéri Stevet, hogy menjen el, de Steve marad és a Johnatan által készített szöges-Baseball ütőt felhasználva legyőzi a Demogorgont. Még abban az évben Karácsonykor Steve és Nancy újra összejönnek, és Steve megajándékozza Johnatant egy új fényképezőgéppel.

### 2. évad
1 évvel később 1984 őszén, Steve elég feszült, mikor beáll a kosárlabda csapatba és az új diák: Billy Hargrove kijelenti, hogy ő az új király. Steve és Billy között ellentét kezd kialakulni. Steve és Nancy Halloweenkor egy buliba mennek, ahol Nancy részegen bevallja Stevenek, hogy Johnatant szereti. Steve egy kosárlabda meccsének szünetében szakít Nancyvel. Steve másnap egy virággal érkezik Nancyék házához, ahol már Dustin várja őt. Dustin arra kéri Stevet, hogy vigye el őt a házához. Aznap este Steve és Dustin megérkeznek Dustin házához, ahol Dustin közli Stevevel, hogy a kis ebihala, akit D'artnak nevezett el, megette a macskáját és megszökött. Steve a szöges-ütőjével lemerészkedik a pincébe, ahol Dustin és Steve felfedezik, hogy D'art egy hatalmas föld alatti járatot ásott, amely a központi hálózathoz kapcsolódik, ami a Hawkins-i Kutatólaborhoz vezet. Steve Dustin, Max, Mike és Lucas a szeméttelepre érkeznek elfogni D'artot, némi hússal, de egy csomó Demokutya érkezik helyettük, akik majdnem megölik a csapatot de végül is megmenekülnek, hiszen a lények a Kutatólabor felé indulnak. Az összes szereplő összegyűlik a Byers házban, ahol kihallgatják Willt. A szereplők különválnak, Steve feladata lesz, hogy vigyázzon a gyerekekre, azonban Billy érkezik meg a házhoz, hogy hazavigye Maxet. Steve nem engedi ezt, így Billy és Steve megküzdenek, végül Steve marad alul ismét,  de Max kimenti Steve a csávából és Max legyőzi Billyt. Később Steve felébred a kocsijában, ahol rohamot kap, hisz a kocsit Max vezeti. A csapat megáll a Hawkins tökföldeken, ahol a földalatti járatba indulnak, ahol megtalálják D'artot, aki Dustin miatt nem bántja őket. Később abban az évben a Karácsonyi bálon, Steve viszi el Dustint a bálra, akinek Steve még ad pár csajozási és tánc tippet.

### 3. évad
1985 nyarán, Steve habár leérettségizett, semmilyen egyetemre nem vették fel, emiatt apja nyári munkára ítélte őt. Steve az új "Stars-Court" plázában kezd el dolgozni a "Scoops-Ahoy!" nevű fagyizóban egyik iskola társával Robin Buckleyval. Dustin miután visszatért a nyári táborából elmegy találkozni Stevevel a fagyizóba, ahol Dustin közli Stevevel, hogy a rádiójával befogott egy titkos szovjet adást. Steve, Robin és Dustin megpróbálják megfejteni a kódot, végül Robin rájön, hogy a titkos szovjet bázis, ahonnan az adás jött a pláza alatt van. Rájönnek, hogy a szovjet bázisra egy lifttel tudnak eljutni,  amit a fagyizóban található szellőzőn keresztül eltudnának érni, ezért egyezséget kötnek Lucas húgával: Ericával, aki vállalja, hogy segít Dustinéknak bejutni a liftbe, azonban a lift beragad és a csapat a liftbe szorul. A liftben töltött második napon az ajtó kinyílik, így a csapat bejut a bázisra. A szovjet katonák azonnal elfogják Stevet és Robint, de Dustin és Erica elmenekülnek. Stevenek és Robinnak igazság szérumot adnak be aminek hatására, Steve mindent elárul, így most már Dustin is veszélybe kerül a szovjet katonák miatt. Dustin és Erica végül kiszabadítják Stevet és Robint. A csapat feljut a plázába, ahol miután elbújtak a Vissza a jövőbe vetítésén, Dustin értesíti Mikeot, hogy a plázában vannak. Miután az agyszívó megküzd Billyvel és Elevennel, Steve és a többiek megmenekülnek, de a pláza összeomlik. Steve és Robin új állást kapnak egy videokölcsönzőben.

### 4. évad
1986 tavaszán Steve és Robin még mindig a videókölcsönzőben dolgoznak, mikor is a pomponlányt, Chrissy Cunninghamat meggyilkolják. A vádlott Eddie Munson, a Dungeons and Dragons szerepjáték csoport: A Pokoltüze klub vezetője. Dusitn felfedi, hogy egy titokzatos átok következett be, ez pedig egy újabb lény, Vecna átka. Vecna következő áldozata Fred lesz, Nancy újságíró társa.
Steve, Dustin, Robin, Max, Lucas és Nancy elindulnak felkutatni mi is ez az átok. Azonban Vecna következő választottja Max lesz, akit Steve és a többiek sikeresen megmentenek, azzal, hogy lejátsszák neki a kedvenc dalát ami a  "Running Up the Hill" Kate Bushtól. A csapat megtalálja Eddie-t. 
Aznap este Dustin felfedezi, hogy az iránytűje megzavarodott, és lehet hogy van egy másik kapu a Fejjel Lefeléhez, ami pedig a szerelmesek tavánál van. Steve lemerül megnézni a portált, de néhány Domodenevért majdnem megfojtja, a többiek pedig utána mennek a portálon keresztül. Nancy, Robin, Eddie és Steve a Fejjel Lefelében ragad, de találnak egy portált amivel hazatudnak menni, de Vecna elkapja Nancyt. Steve visszamegy megmenteni Nancyt. A csapat elköt egy lakókocsit és elkezdenek felfegyverkezni a háborúhoz. 
A csapat visszamegy a Fejjel Lefelébe, ahol Steve, Nancy és Robin indulnak megölni Vecnát. A Creel házhoz érve azonban Nancyt, Stevet és Robint csapdába ejti Vecna, de mivel Tizenegy eltereli a szörny figyelmét, Steve, Nancy és Robin sikeresen eltudják pusztítani Vecnát (Látszólag). Ezután egy hatalmas szakadék jelenik meg Hawkinsban ami több ember ölt meg, és több ember házát pusztította el. 2 nappal később Dustin, Steve és Robin önként indulnak el segíteni azoknak, akik elvesztették a házukat a repedés megjelenését követően. Ám a Fejjel lefelé kezd átszivárogni Hawkinsba ismét.